# Burda
Burda (słow. Sedlo Burda, 1006 m n.p.m.) – wyraźna przełęcz w głównym grzbiecie Łańcucha Rudaw Słowackich, w Wewnętrznych Karpatach Zachodnich na Słowacji.
Przełęcz znajduje się w głównym grzbiecie wododziałowym łańcucha Rudaw, rozdzielającym w tym miejscu zlewisko Hronu (na północy) od zlewiska Rimavy (na południu). Stanowi granicę między Rudawami Weporskimi (a konkretnie masywem Fabowej Hali) na zachodzie, a Rudawami Gemerskimi (a konkretnie Krasem Murańskim) na wschodzie.
Od północy pod siodłem przełęczy znajdują się źródła potoku Hronec, natomiast od południa, na stokach sąsiedniej Fabowej Hali (w rzeczywistości powyżej siodła przełęczy!) – źródła Rimavy. Północne stoki przełęczy są całkowicie zalesione, natomiast stoki południowe są pokryte w części widokowymi polanami, na których z rzadka rozsiane są pojedyncze zabudowania.
Przez przełęcz prowadzi wąska droga asfaltowa z Tisovca (na południu) do Zawadki nad Hronem (na północy), przy czym odcinek od przełęczy na północ jest zamknięty dla ruchu pojazdów samochodowych (w związku z tym przełęcz nie ma znaczenia komunikacyjnego).
Przełęcz jest ważnym węzłem znakowanych szlaków turystycznych. Prowadzą stąd:
- na polanę Nižná Kľaková na Płaskowyżu Murańskim – 2 godz.;
- na Fabową Halę – 1.20 godz.;
- na Fabową Halę – 1.20 godz.;
- na Fabową Halę – 1.20 godz.;
- na Fabową Halę (przez Kučalach) – 2.00 godz.;
- na polanę Nižná Kľaková na Płaskowyżu Murańskim (przez Randavicę) – 2.15 godz.;
- do Zawadki nad Hronem – 3.00 godz.

Wymienione wyżej odcinki szlaków czerwonych są częścią dalekobieżnego, czerwono znakowanego szlaku turystycznego, tzw. Rudnej magistrali.